# Sonja Koroliov
Sonja Koroliov ist eine deutsche  Literaturwissenschaftlerin, Philosophin und Slawistin.

## Werdegang und Forschung
Von 1992 bis 1996 studierte Sonja Koroliov Klassische Philologie und Philosophie an der Universität Oxford und von 1999 bis 2001 im Hauptstudium Slawische Philologie an der Universität Heidelberg. Von 1997 bis 1998 erwarb sie den Master in Slawistik und Germanistik an der Universität Oxford. Nach ihrer Rückkehr nach Deutschland promovierte sie 2004 mit einem Doktorandenstipendium der Studienstiftung in Slawischer Philologie an der Universität Heidelberg zu Werk und Denken des russisch-jüdischen Philosophen Lev Šestov und dessen Affinität zu Nietzsche. Während der Promotion wechselte sie an das Institut für Klassische Philologie der Universität Münster, wo sie am Platonismus-Projekt von Matthias Baltes beteiligt war. Anschließend ging sie als wissenschaftliche Mitarbeiterin an das Interdisziplinäre Zentrum für die Erforschung der Europäischen Aufklärung der Universität Halle. Von 2012 bis 2016 war sie Postdoc-Assistentin bei Andrea Zink an der Universität Innsbruck. Gemeinsam mit Zink begründete sie den Forschungsschwerpunkt „Muße, Faulheit, Arbeit“ und veranstaltete dazu gemeinsam mit ihr 2014 ein Symposium, dessen Beiträge als Sammelband veröffentlicht wurden. Sie erhielt die Erika-Cremer-Förderung des Jahres 2015 für ihr Habilitationsprojekt und blieb im Rahmen des dazugehörigen Programms am Institut für Slawistik in Innsbruck, bis sie im Herbst 2019 nach Graz wechselte.
Von 2019 bis 2022 war sie Professorin für russische und südslawische Literatur an der Universität Graz. Sie arbeitet als Lehrbeauftragte für Slavistische Literatur- und Kulturwissenschaft an der Universität Halle (Stand: September 2024).
In ihrer Forschung verbindet Sonja Koroliov Literaturwissenschaft mit Philosophie. Ihr besonderes Interesse galt der Analyse der komplexen Verbindungen zwischen Wahrnehmung, Empfindung, Motivation, Intentionalität und Handlung, die auch in ihrer Habilitationsschrift Trägheit und Glück – Zur Problematik des Handelns in der russischen Literatur des 18. und 19. Jahrhunderts behandelt werden (unveröffentlicht). Ihr zweiter Forschungsschwerpunkt war die Südslavistik. Hier befasste sie sich insbesondere mit der zeitgenössischen postjugoslawischen Literatur sowie der mazedonischen Literatur vom 19. Jahrhundert bis heute.

## Schriften (Auswahl)
Monografien
- Lev Šestovs Apotheose des Irrationalen. Mit Nietzsche gegen die Medusa. Peter Lang Verlag, Frankfurt am Main 2007, ISBN 978-3-631-55642-9. (Dissertation)

Herausgabe
- Emotion und Kognition. Transformationen in der europäischen Literatur des 18. Jahrhunderts. De Gruyter, Berlin 2013, ISBN 978-3-11-029678-5.
- mit Andrea Zink: Muße – Faulheit – Nichts-Tun. Fehlende und fehlschlagende Handlungen in der russischen und europäischen Literatur seit der Aufklärung. Verlag Peter Lang, Frankfurt am Main 2017, ISBN 978-3-631-74077-4.
- mit Helmut Weinberger, Dennis Scheller-Boltz und Kurt Scharr: Am Zug – Aufbruch, Aktion und Reaktion in den Literaturen und Kulturen Ost- und Südosteuropas. Eine Festschrift für Andrea Zink zum 60. Geburtstag. innsbruck university press, Innsbruck 2019, ISBN 978-3-903187-85-6.